# Гор (БПЛА)
Безпілотний літальний апарат «ГОР» — розвідувальний безпілотний літальний апарат з складу безпілотного авіаційного комплексу "ГОР", створений компанією Airlogix після початку повномасштабного вторгнення російської федерації в Україну для спостереження та коригування вогню в режимі реального часу.

## Основні особливості системи
Безпілотний літальний апарат обладнано високонадійним модулем зв’язку (AES256), що дозволяє йому заглибитися у тил противника до 40 км в умовах радіоелектронної боротьби (РЕБ). Камерна система з роздільною здатністю Full HD, з 40-кратним оптичним збільшенням і додатковим 2х цифровим зумом для денної камери та 8-кратним цифровим збільшенням для нічної камери.
Система звʼязку має основний та дубльований канал. Основний має ширину 700 МГц, запасний 80 МГц. Обидва канали використовують ППРЧ для захисту від РЕБ. 
У разі придушення основного каналу, система автоматично перемикається на запасний канал звʼязку і оператор має можливість вивести БпЛА з зони дії РЕБ.  
Окрім можливості керування, запасний канал звʼязку використовується для додаткового отримання координат БпЛА.

## Корисне навантаження
БпАК “ГОР”, в залежності від запитів кінцевих користувачів та задач, які плануються бути виконаними цим БпЛА, може бути обладнаний різними камерними системами. Це може бути як денна і нічна камерна система в одному корпусі так і тільки денна камерна система.

### Наземна станція керування
Наземна станція БпАК являє собою рішення створене для зручного управління камерою та БпЛА під час польоту. Основні елементи наземної станції це:
два ноутбуки (керування камерою та БпЛА), пускова установка типу катапульта, антенна система разом з комунікаційним обладнанням.

### Додаткова інформація
За інформацією з відкритих джерел комплекс отримав допуск до експлуатації та був законтрактований у невідомій кількості у 2023 році.

### Досвід застосування
Зазначається, що один з зразків БпЛА "ГОР" зробив 70 вильотів та коригував артилерію Збройних сил України.